# Let your mind roll on
Let your mind roll on is het tweede en laatste muziekalbum van de Britse band Fair Weather. Dankzij de hit van het eerste album Natural Sinner kon de band haar tweede album opnemen voor een (toen) bekend platenlabel Ariola Records. De band kon het succes van hun eerste album echter niet evenaren en viel uit elkaar. De naamgever ging verder met een solocarrière en Blue Weaver vertrok naar Strawbs.

## Musici
De musici worden niet vermeld op de elpee- en cd-hoes, maar de foto laat dezelfde musici zien als op Beginning.
- Andy Fairweather Low – gitaar, zang
- Blue Weaver – toetsen
- Neil Jones – gitaar
- Clive Taylor – basgitaar
- Dennis Byron – slagwerk

## Composities
Allen van Andy Fairweather-Low:
1. Let Your Mind Roll On
2. The Blues Today
3. Bring Down The Wall
4. Love My Home
5. Mona Losa
6. Blue Blue Mohair Suit Shuffler
7. Misfortune By My Goodluck Sign
8. Hush Hush Push No Evil
9. Live Off The Land
10. Karate Boogaloo
11. Lay It On Me